# Asbach (Verbandsgemeinde)
Pour les articles homonymes, voir Asbach.
Asbach est une Verbandsgemeinde (collectivité territoriale) de l'arrondissement de Neuwied dans la Rhénanie-Palatinat en Allemagne. Le siège de cette Verbandsgemeinde est dans la ville de Rengsdorf.
La Verbandsgemeinde de Asbach consiste en cette liste d'Ortsgemeinden (municipalités locales) :
1. Asbach
2. Buchholz
3. Neustadt (Wied)
4. Windhagen